# Повернення Бек Хі
Повернення Бек Хі (кор. 백희가 돌아왔다) — південнокорейський комедійний мінісеріал що транслювався щопонеділка та щовівторка у червні 2016 року на телеканалі KBS2.

## Сюжет
До селища розташованого на невеликому острові, разом з родиною переїздить молода жінка. Селяни що прийшли познайомитися з новою сусідкою, з подивом впізнають в неї сумно відому на всю округу Ян Бек Хі, яка з дитинства була найбільшою порушницею порядку в їх тихому селі. Але тепер вона повністю змінилася, веде тихий спосіб життя, має чоловіка та доньку підлітка. Щоб повністю порвати з минулим Бек Хі навіть змінила ім'я на Со Хі. Її донька що пійшла до місцевої школи, практично одразу стикається з цькуванням з боку однокласниць, які у всьому намагаються бути схожими на легендарну Бек Хі яка тримала в жаху всю школу. Але Ок Хі зовсім не звикла підкорятися, та в першій же бійці перемагає нападниць та стає дев'ятнадцятою головою Кліки Бек Хі. Вчинки Ок Хі зовсім не подобаються Бек Хі, яка бачить в донці саму себе в юності, але зараз вона менше за все бажає привертати до себе увагу. Подіям додає інтриги коли селяни дізнаються справжній вік Ок Хі, а це означає що коли Бек Хі виїхала до міста вона вже була вагітна. На роль батька одразу починають претендувати одразу троє колишніх друзів Бек Хі, тож схоже розміреному життю села надовго прийшов кінець.

## Акторський склад

### Головні ролі
- Кан Є Вон[en] — у ролі Ян Бек Хі / Ян Со Хі[1]. Через борги чоловіка змушена повернутися до рідного села, сподіваючісь на тихе життя.  Але приховати своє бурхливе минуле в місці де всі знають один про одного все — неможливо.
- Чін Чі Хі[en] — у ролі Сін Ок Хі[2]. Вісімнадцятирічна донька Бек Хі, має складний характер та зовсім не рада від переїзду до рідного містечка батьків.
- Кім Сон У[en] — у ролі О Бом Рьона [3]. Капітан невеликого парома що курсує між островом та материком.
- Чхве Де Чхоль[en] — у ролі Чха Чон Мьона. Дрібний підприємець, тримає інтернет-кафе.
- Ін Кьо Чжін — у ролі Хон Ду Сіка. Фермер, тримає стадо корів яких доглядає разом з дружиною.

### Другорядні ролі
- Чхве Філіп[en] — у ролі Сін Кі Чжуна [4]. Чоловік Бек Хі, вітчім Ок Хі. Працює лікарем, має залежність від азартних ігор.
- Кім Хьон Сук[en] — у ролі Хван Чан Мі. Дружина Ду Сіка.
- Ю Хе Чон[en] — у ролі Хон Бо Рим. Старша донька Ду Сіка та Чан Мі, однокласниця Ок Хі.
- Ча Йон Чжа — у ролі Чом Рьо. Мати Бум Рьона, у якої деменція.

## Рейтинги
- Найнижчі рейтинги позначені синім кольором, а найвищі — червоним кольором.

| Серія   | Прем'єра       | Рейтинг        | Рейтинг      | Рейтинг        | Рейтинг     |
| Серія   | Прем'єра       | TNmS Ratings   | TNmS Ratings | AGB Nielsen    | AGB Nielsen |
| Серія   | Прем'єра       | По всій країні | Сеул         | По Всій країні | Сеул        |
| ------- | -------------- | -------------- | ------------ | -------------- | ----------- |
| 1       | 6 червня 2016  | 8,8 %          | 9,6% (12-й)  | 9,4 %          | 9,9%        |
| 2       | 7 червня 2016  | 7,8%           | 8,1%         | 9%             | 10,1 %      |
| 3       | 13 червня 2016 | 7,8%           | 8,7 %        | 10 %           | 10,6 %      |
| 4       | 14 червня 2016 | 9,1% (10-й)    | 9,3 %        | 10,4% (7-й)    | 11,6% (4-й) |
| Average | Average        | 8,4%           | 8,9%         | 9,7%           | 10,6%       |

## Нагороди
| Рік  | Нагорода               | Категорія                                                                    | Отримувач | Результат | Примітки |
| ---- | ---------------------- | ---------------------------------------------------------------------------- | --------- | --------- | -------- |
| 2016 | 30-та Премія KBS драма | Нагорода за майстерність (актор одноактної / спеціальної / короткої драми)   | Кім Сон О | Перемога  | [ 6 ]    |
| 2016 | 30-та Премія KBS драма | Нагорода за майстерність (акторка одноактної / спеціальної / короткої драми) | Кан Є Вон | Перемога  | [ 6 ]    |